# Limited liability company
Une Limited Liability Company (LLC) est une forme d'entreprise spécifique aux États-Unis qui partage des caractéristiques de la SARL (notamment la limitation de la responsabilté de propriétaires de l'entreprise) et des avantages en matière de taxations habituellement réservées à d'autres structures comme le partenariat ou l'entreprise unipersonnelle. Il s'agit d'une forme juridique de société qui prémunit ses propriétaires d'une responsabilité illimitée dans la grande majorité des États des États-Unis.
Une LLC est une entité commerciale hybride ayant à la fois certaines caractéristiques d'une corporation et celles d'un partenariat ou d'une entreprise individuelle (selon le nombre de propriétaires de l'entreprise). Bien que ce soit une entité commerciale, c'est un type d'association sans personnalité morale et ce n'est pas une corporation. La caractéristique principale qu'une LLC partage avec une corporation est la responsabilité limitée, et la principale caractéristique qu'elle partage avec le partenariat est qu'elle est affranchie d'impôt sur les bénéfices. Cette forme est souvent plus flexible que celle d'une corporation et est bien adaptée pour les entreprises avec un seul propriétaire.
Il est important de comprendre que la responsabilité limitée ne signifie pas que les propriétaires sont toujours entièrement protégés des responsabilités personnelles. Les tribunaux peuvent parfois percer le voile corporatif des corporations (ou des LLC) lorsque certains types de fraude ou de fausses déclarations sont impliqués.

## Flexibilité et règles par défaut
L'expression « sauf disposition contraire prévue dans l'accord d'exploitation » (ou son équivalent) est trouvée dans tous les statuts existants des LLC et est responsable de la flexibilité qu'ont les membres de la LLC à décider comment leur LLC sera dirigée (à condition que cela n'aille pas en dehors des limites légales). Les lois des États fournissent généralement des règles « par défaut » sur la façon dont sera régie une LLC à moins que l'accord d'exploitation (Operating Agreement) n'en dispose autrement.
De même, l'expression « sauf disposition contraire prévue dans les lois » se retrouve également dans toutes les lois du droit des entreprises, mais ne se réfère souvent qu'à une série plus restreinte de questions.

## Imposition sur le revenu
À des fins d'imposition fédérale sur le revenu, les LLC sont traitées par défaut comme des entités transparentes. S'il n'y a qu'un seul membre de la compagnie, la LLC est traitée comme une « entité ignorée » (disregarded entity) à des fins fiscales, et un propriétaire individuel aura à déclarer les revenus de la LLC sur sa déclaration de revenus individuelle (1040-NR pour les non résidents). Pour les LLC avec plusieurs membres, la LLC est considérée comme un partenariat et doit déposer le formulaire 1065 à l'IRS. Les membres de la LLC seront traités comme des partenaires et chacun recevra un formulaire K-1 rapportant la part de bénéfices ou de pertes de la LLC qui devront être reportés dans la déclaration fiscale de ce membre.
Comme option, les LLC peuvent également choisir d'être imposées comme une corporation en déposant le formulaire IRS 8832. Elles peuvent être traitées comme une C corporation (imposition des revenus de l'entité préalablement à toute dividende ou distributions aux membres puis imposition sur les dividendes ou des distributions une fois reçues comme revenu par les membres), ou comme une S corporation. Certains commentateurs ont recommandé une LLC taxée comme une S corporation comme étant la meilleure structure possible pour les petites entreprises. Il combine la simplicité et la flexibilité d'une LLC avec les avantages fiscaux d'une S-corporation (économies sur la « Self-Employment » Tax).

## Avantages
- Le choix du régime de taxation. Une LLC peut choisir d'être imposée en tant qu'entreprise individuelle, partenariat, C Corporation ou S Corporation (aussi longtemps qu'elle serait autrement admissible à ce traitement fiscal), ce qui donne une grande souplesse.
- La responsabilité limitée, ce qui signifie que les propriétaires de la LLC, appelés « Members », sont protégés totalement ou en partie de la responsabilité des actes et/ou des dettes de la LLC en fonction des lois sur la protection de l'État.
- Beaucoup moins de formalités administrative et de tenue de registres que pour une corporation.
- Imposition par « transparence» (pas de double imposition), sauf si la LLC choisis d'être imposé en tant que C corporation.
- En utilisant la taxation par défaut, les profits sont imposés personnellement au niveau des membres, non pas au niveau LLC.
- Une LLC peut être constituée et détenue par un non-résident étranger (Non-Resident Alien), en ayant recours à un service d’incorporation en ligne fiable, et en désignant un Registered Agent local.
- Dans certains États, une LLC peut être constituée avec une seule personne physique impliquée.
- Moins de risque d’être « bradée » lors d’acquisitions à prix sacrifié (meilleure protection contre les investisseurs opportunistes ou agressifs).
- La LLC est une « Pass-Through entity » d’un point de vue fiscal, c’est-à-dire semi-transparente fiscalement.

## Inconvénients
- Bien qu'il n'existe aucune obligation légale pour un accord d'exploitation dans la plupart des États, les membres d'une LLC à plusieurs membres qui opèrent sans le consentement des autres membres peuvent rencontrer des problèmes. Contrairement aux lois de l'État sur les corporations par actions qui sont très bien développées et offrent une variété de dispositions de gouvernance et de protection pour la corporation et ses actionnaires, la plupart des États ne dictent pas la gouvernance détaillée et les dispositions de protection pour les membres d'une compagnie à responsabilité limitée. Ainsi, en l'absence de telles dispositions statutaires, les membres d'une LLC doivent établir des dispositions de gouvernance et de protection en vertu d'un accord d'exploitation ou un document constitutif similaire.
- Il peut être plus difficile de lever des capitaux financiers pour une LLC, les investisseurs pouvant être plus à l'aise à investir des fonds sous une forme de corporation mieux comprise avec une vue vers une éventuelle introduction en bourse. Une solution possible pourrait être de former une nouvelle corporation et de fusionner, conduisant à la dissolution de la LLC et sa conversion en corporation par actions.
- De nombreux États, incluant l'Alabama, la Californie, le Kentucky, New York, la Pennsylvanie, le Tennessee et le Texas, perçoivent un impôt de franchise ou de capital de valeurs sur les LLC (Le Texas a remplacé en 2007 sa taxe de franchise par une « taxe de marge »). En bref, cette taxe les franchises ou privilèges d'entreprises est la « redevance » qu'une LLC paie à l'État pour le bénéfice de la responsabilité limitée. L'impôt de franchise peut être un montant basé sur les recettes, un montant basé sur les bénéfices, ou un montant basé sur le nombre de propriétaires ou le montant des capitaux employés dans l'État, une combinaison de ces facteurs, ou tout simplement un forfait, comme dans le Delaware. Effective dans le Texas en 2007 la taxe de franchise est remplacée par la taxe sur la Texas Business Margin Tax. Dans la plupart des États, toutefois, ces frais sont nominaux et seulement une poignée d'États taxent un impôt comparable à celui imposé sur les corporations.
- Le District de Columbia considère les LLC comme des entités imposables, éliminant ainsi les entités transparentes en soumettant les membres à une double imposition[6]. Typiquement, les LLC choisiront d'être imposées en tant que partenariat afin d'éviter la double imposition qui se produit dans les corporations. Cela permet aux entreprises de répartir leur revenu entre les membres qui le reportent ensuite sur leurs déclaration d'impôt personnelle.
- Les frais de renouvellement peuvent parfois être plus élevés. Le Maryland, par exemple, charge les corporations par actions ou non de 120 $ pour la charte initiale, et 100 $ pour la LLC. Les frais pour le dépôt du rapport annuel de l'année suivante est de 300 $ pour les corporations par actions et les LLC, mais zéro pour les corporations sans actions. De plus, certains États, comme celui de New York, imposent une obligation de publication sur la formation de la LLC, qui exige que les membres de la LLC publient un avis dans les journaux de la région où se situe la LLC affirmant que cette LLC a été constituée. Pour les grandes régions métropolitaines (par exemple la ville de New York), le coût d'une publication peut être significatif.
- La structure de gestion d'une LLC peut ne pas être familière pour beaucoup. Contrairement aux corporations, elles ne sont pas tenues d'avoir un conseil d'administration ou de dirigeants (cela pourrait aussi être considéré comme un avantage pour certains).
- Les juridictions fiscales hors des États-Unis sont susceptibles de traiter une LLC américaine comme une corporation, indépendamment de son traitement à des fins fiscales américaines, par exemple si une LLC américaine fait des affaires en dehors des États-Unis ou si un résident d'un territoire étranger est membre d'une LLC américaine[7]
- Les dirigeants de LLC utilisent de nombreux titres différents — exemple : manager, managing member, managing director, chief executive officer, president, and partner. En tant que tel, il peut être difficile de déterminer qui a effectivement le pouvoir de conclure un contrat au nom de la LLC.

## Variantes
- Une Professional Limited Liability Company (PLLC, P.L.L.C., ou P.L.) est une compagnie à responsabilité limitée organisée dans le but de fournir des services professionnels (de manière analogue à une SELARL en France en lieu et place d'une SARL). Habituellement, les professions où l'État nécessite une licence pour fournir des services, comme celles de médecin, chiropraticien, avocat, comptable, architecte, paysagiste ou d'ingénieur nécessitent la formation d'une PLLC[8]. Toutefois, certains États comme la Californie, ne permettent pas aux compagnies à responsabilité limitée de s'engager dans la pratique d'une profession réglementée. Les exigences exactes concernant les PLLC varient d'un État à l'autre. Généralement, les membres d'une PLLC doivent tous être des professionnels exerçant la même profession. En outre, la limitation de la responsabilité personnelle des membres ne s'étend pas aux réclamations pour faute professionnelle.
- Une Series LLC est une forme particulière de la LLC qui permet à une seule LLC de séparer ses actifs dans des séries distinctes. Par exemple, une Series LLC qui achète des biens immobiliers séparés peut mettre chacun de ces biens dans une série distincte de sorte que si le prêteur exclut sur un morceau de propriété, les autres ne sont pas affectés.